# 1788 у літературі

## Події
- 10 травня — засновано шведський Королівський драматичний театр.

## Книги

### Нехудожні книги
- «Критика практичного розуму» (нім. «Kritik der praktischen Vernunft») — праця Іммануїла Канта.

## Народились
- 22 січня — Джордж Гордон Байрон, англійський поет.

## Померли
- 21 липня — Гаетано Філанджері, італійський юрист, публіцист.